# 克雷斯頓號驅逐艦 (DD-140)
克雷斯頓號驅逐艦（舷號DD-140），轉交英國皇家海軍後更名梳士巴利，是一艘美國海軍建造的驅逐艦，為維克斯級驅逐艦的66號艦。她是美軍第一艘以克雷斯頓為名的軍艦，以紀念1812年戰爭時期的海軍軍官湯瑪士·克雷斯頓（Thomas Claxton）。
克雷斯頓號在1918年於馬爾島海軍造船廠開始建造，在1919年下水服役，其時第一次世界大戰已經結束。稍後克雷斯頓號留在太平洋執勤，並在1922年退役封存。1930年克雷斯頓號重返現役，調到大西洋作訓練用途，並在西班牙內戰期間到地中海外戒備。第二次世界大戰爆發後，克雷斯頓號在1940年按租借法案轉交英國，並更名為梳士巴利。此後梳士巴利號參與地中海的及大西洋的運輸任務，於1943年轉交皇家加拿大海軍作訓練艦。1944年梳士巴利號退役除籍，並出售拆解。